# Kuusiku (Emmaste)
Kusiku – wieś w Estonii, w prowincji Hiuma, w gminie Emmaste.